# Anampses

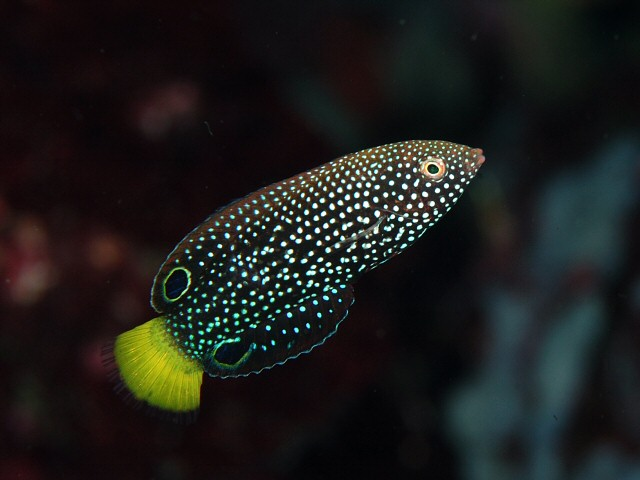
Anampses meleagrides

Anampses Quoy & Gaimard, 1824 è un genere di pesci ossei marini appartenenti alla famiglia Labridae diffusi nell'oceano Indiano e nell'oceano Pacifico.

## Alimentazione
Si nutrono di invertebrati bentonici.

## Tassonomia
In questo genere sono riconosciute 12 specie:
- Anampses caeruleopunctatus Rüppell, 1829
- Anampses chrysocephalus Randall, 1958
- Anampses cuvier Quoy & Gaimard, 1824
- Anampses elegans Ogilby, 1889
- Anampses femininus Randall, 1972
- Anampses geographicus Valenciennes, 1840
- Anampses lennardi Scott, 1959
- Anampses lineatus Randall, 1972
- Anampses melanurus Bleeker, 1857
- Anampses meleagrides Valenciennes, 1840
- Anampses neoguinaicus Bleeker, 1878
- Anampses twistii Bleeker, 1856